# لغة الأويرات
لغة الأويرات (بالإنجليزية:  Oirat language)‏ وبالكالميكية: Өөрд, Őrd؛
هي لغة تنتمي إلى مجموعة اللغات المنغولية. يختلف العلماء حول ما إذا كانوا يعتبرون أويرات لغة مميزة أو لهجة رئيسية للغة المنغولية. تنتشر الشعوب التي تتحدث أويرات في أقصى غرب الولاية المنغولية، وفي شمال غرب جمهورية الصين الشعبية (بشكل رئيسي في شينجيانغ، وحتى في تشينغهاي ، وعدد ناطقيها ضئيل في قانسو) و ساحل بحر قزوين الروسي، حيث التنوع الرئيسي لها هو لغة الكالميك. في جميع البلدان الثلاثة، أصبحت لغة الأويرات معرضة للخطر بشكل مختلف أو حتى متقادم كنتيجة مباشرة للإجراءات الحكومية أو كنتيجة للسياسات الاجتماعية والاقتصادية. لهجته القبلية الأكثر انتشارا، والتي يتم التحدث بها في كل هذه الدول، يُستخدم مصطلح الأويرات أو، بشكل أكثر دقة، لغة الأويرات المكتوبة أحيانًا للإشارة إلى لغة الوثائق التاريخية المكتوبة بخط واضح.
في منغوليا، هناك سبع لهجات تاريخية لأويرات، كل منها يتوافق مع قبيلة مختلفة.
هناك بعض الأصناف التي يصعب تصنيفها. تنتمي لهجة الآشا في رابطة ألكسا في منغوليا الداخلية في الأصل إلى لغة الأويرات وقد صنفت من قبل البعض بسبب علم الأصوات. لكن تم تصنيفها من قبل الآخرين على أنها منغولية مناسبة بسبب التشكل. لهجة داركهاد في مقاطعة خوفسجول في منغوليا تم تصنيفها بشكل مختلف على أنها أويرات، أو اللغة المنغولية.
لغة الأويرات مهددة بالانقراض في جميع المناطق التي يتحدثون بها. في روسيا، أدى مقتل جزء كبير من سكان كالميك وتدمير مجتمعهم كنتيجة لترحيلهم في عام 1943 ، إلى جانب إجبارهم لاحقًا باللغة الروسية باعتبارها اللغة الرسمية الوحيدة، مما جعل اللغة تموت. على وجه الحصر تقريبا كبار السن الذين لديهم قيادة كالميك بطلاقة. في الصين، في حين لا تزال لغة الأويرات تستخدم على نطاق واسع في نطاقاتها التقليدية، وهناك العديد من المتحدثين أحادي اللغة، أدى مزيج من السياسات الحكومية والواقع الاجتماعي إلى خلق بيئة ضارة لاستخدام هذه اللغة : كـ
- اعتماد السلطات الصينية لللغة المنغولية الجنوبية باعتبارها اللغة المنغولية المعيارية.
- سياسات تعليمية جديدة أدت إلى القضاء الفعلي على المدارس المنغولية في شينجيانغ،
- السياسات التي تهدف إلى الحد من الرحل، والآفاق المهنية المحدودة في اللغة الصينية المجتمع لخريجي المدارس المنغولية. أما بالنسبة لمنغوليا، فإن هيمنة خالخا المنغولية تؤدي إلى خلخلة جميع أنواع المنغولية الأخرى.

## نظام الكتابة

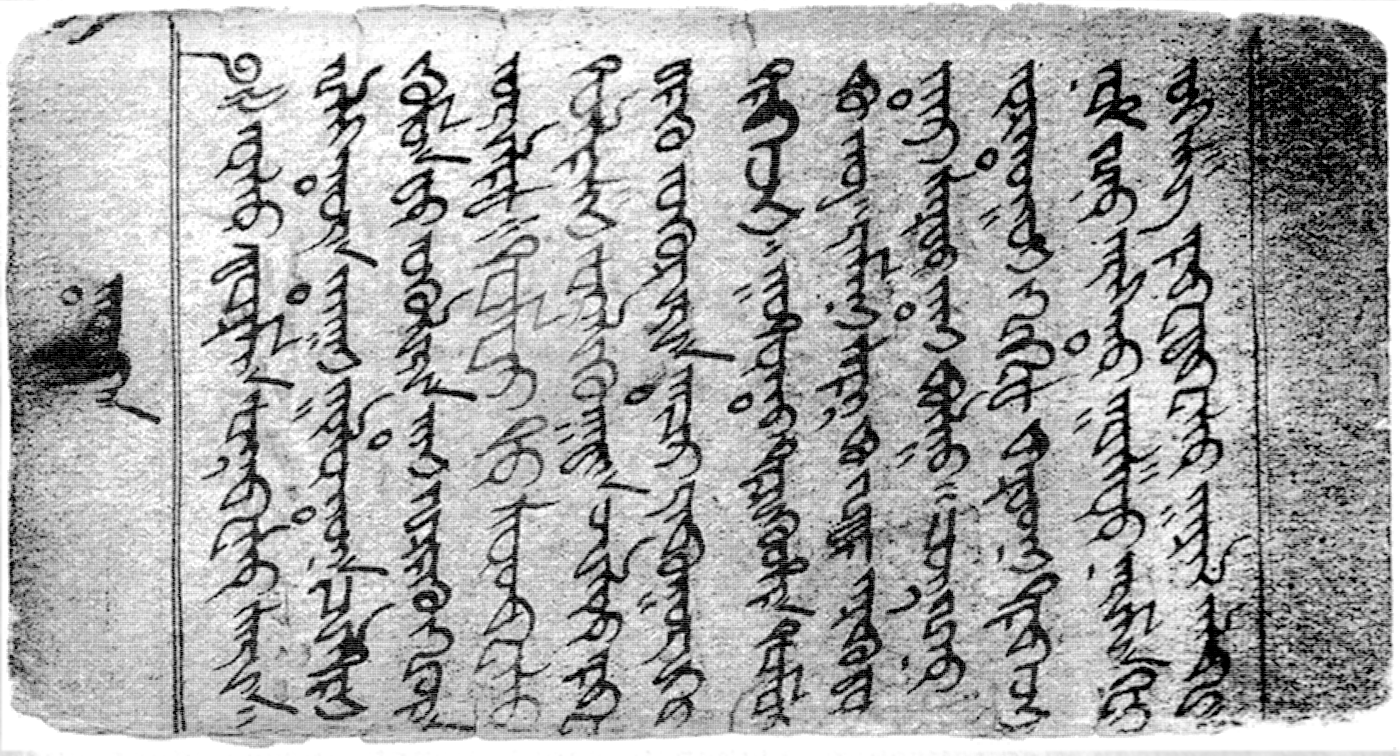
مخطوطة بلغة الاويرات في "نص واضح" أو باستخدام النص "Clear "

تمت كتابة الأويرات في نظامين نصيين: تاريخياً، تم استخدام البرنامج النصي "Clear " الذي نشأ من النص المنغولي. يستخدم أشكال الحروف المعدلة مثلاً للتمييز بين حروف العلة الدائرية المختلفة، ويستخدم حد صغير على اليمين للإشارة إلى طول حرف العلة. تم الاحتفاظ بها أطول فترة في الصين حيث لا يزال من الممكن العثور عليها في مقال صحفي في بعض الأحيان. في كالميكيا، تم تنفيذ نظام سيناريو قائم على السيريلية. إنه صوتي بحت، ولا يمثل حروف العلة الجسدية، وبالتالي لا يُظهر التجزئة. في منغوليا، ليس لأصناف الأقليات المنغولية الوسطى أي مكانة، وبالتالي من المفترض أن تستخدم الأويرات المنغولية السيريلية التي تمثل بحكم الواقع خالكا المنغولية. في الصين ، تُعتبر الأويرات غير قياسية مقارنة بالمنغولية الجنوبية، وبالتالي يُفترض أن يُستخدم النص المنغولي وقواعد اللغة المنغولية الجنوبية (إن لم يكن، كما هو الحال في الممارسة الحالية، بدلاً من الماندرين الصينية والهانزية) للكتابة.